# موسى المحسني
موسى بن حسن بن أحمد المحسني (18 سبتمبر 1823 - 12 مارس 1872) (13 محرم 1239 - 3 محرم 1289) فقيه جعفري وكاتب ديني وشاعر عربي إيراني من أهل القرن الثالث عشر الهجري/ التاسع عشر الميلادي. ولد في الفلاحية في عائلة عربية أحسائية سكنتها في 1800 وتعرف بآل المحسني. نشأ فيها تحت رعاية والده الفقيه حسن بن أحمد ودرس مقدماته عليه ثم سافر إلى العراق لإكمال دراسته في كربلاء والنجف، وحضر هناك دروسه في الفقه وأصوله على عدة من علماء الجعفريين منهم محمد حسن النجفي ومرتضى الأنصاري. بلغ درجة اجتهاد وتصدى للمرجعية فقلّده جماعات من عربستان. توفي في كربلاء أثناء زيارته للعراق. له عدة مؤلفات وتعليقات في الفقه، وديوان شعر، مخطوط، يضم بعض بنوده.

## نسبه وأسرته
هو أبو الحسين جمال الدين موسى بن حسن بن أحمد بن محمد بن محسن بن علي بن محمد بن أحمد بن محمد بن حسين بن أحمد بن محمد بن خميس بن سيف الرَّبعي الأحسائي القُرَيني. 

أسرته تعرف بآل المحسني وهي أسرة علمية كبيرة. ووالده هو حسن وأخوه محمد من العلماء.

## ولادته
ولد في بلدة الفلّاحيّة بإمارة عربستان عصر يوم الخميس 13 محرم 1239/ 18 سبتمبر 1823 ونشأ بها تحت رعاية والده، الذي توفي في 10 محرم 1272/21 سبتمبر 1855. كما أدرك جده أحمد بن محمد المحسني المتوفي 1247 هـ/ 1831 م.

## تعليمه
درس أولًا على والده في مسقط رأسه، وأخذ عنه المقدمات، ثم هاجر إلى العراق لإكمال دراسته ونزل أولًا في كربلاء وتلّقى هناك جملة من الدروس الدينية حتى أكمل فيها دروس السطوح.

وبعد سنوات قضاها في كربلاء انتقل إلى النجف وحضر هناك أبحاث الخارج في الفقه وأصوله على العلماء منهم محمد حسن النجفي ومرتضى الأنصاري وغيرهم. وأقام في النجف أقل من عشر سنين، وبعد أن بلغ درجة الاجتهاد، عاد إلى الفلاحية.

## مهنته الدينية
نال في شبابه درجات عالية في الفقه الجعفري، وأصبح من مراجع التقليد. وكان يقوم بدوره كأحد علماء الدين البارزين، وتصدى للمرجعية فقلّده جماعات من عربستان. وكتب رسالته العلمية. وبقي في الفلاحية إمامًا ومرشدًا حوالي 17 عامًا.

## شعره
له شعر كثير في أغراضٍ شتّى ومواضيع مختلفة، كمدح ورثاء أهل البيت، والدعاء والتوسل، والحماسة والموعة وغيرها. وديوان شعره مخطوط، عند عائلته، يضم الكثير من شعره و بنوده.
من شعره في التوكل والتوسل:
من شعره في النصيحة:

## وفاته
في مطلع عام 1289 كان في العراق للزيارة، وتوفي في كربلاء بولاية بغداد العثمانية في 3 محرم 1289/ 12 مارس 1872.

## حياته الشخصية
خلف إبنًا واحداً هو حسين وخلف حسين ، محمد علي وأحمد. قال هاشم محمد الشخص عن أسرته في موسوعته أعلام هج نشرته في 2016 أن «عقبه في الفلاحية لا يزال موجودًا وفيهم من أهل العلم والفضل.»

## مؤلفاته
له عدة مؤلفات في الفقه:
- الباكورة، أرجوزة في علم المنطق، ويبلغ عدد أبياتها 517 بيتًا.
- بحوث في الإمامة
- تعليقه على كتاب الجواهر في الفقه
- تعليقه على كتاب مدارك الأحكام، في الفقه
- تعليقه على كتاب مسلك الأفهام للشهيد الثاني في الفقه
- تعليقه على كتاب مفاتيح الشرائع، في الفقه للفيض الكاشاني
- جواب مسائل صالح الدلفي
- ديوان شعر، يضم معظم أشعاره في أهل البيت، والغزل، والحماسة وغيره.
- رسالة في وجوب الإخفاات في التسبيحات في الركعتين الأخيرتين من الرباعية
- رسالة في الرد على الشيخ يوسف صاحب الحدائق، في قوله بعدم حجية البرائة الأصلية
- الرسالة العملية، لمقلديه.
- مرشد العبد إلى منهج الرشد، في الأدعية والأوراد
- مقالة فقهية لم يعترض لها الفقهاء
- منتخب الرسالة العلمية، لشخيه صاحب الجواهر
- الندبة المهذبّة، بنود على بحر الرمل، مختصرة.
- الوافي لحل الكافي في العروض والقوافي